# Aeroporto Internazionale di Saint John's
L'Aeroporto Internazionale di Saint John's (in inglese: St. John's International Airport) (IATA: YYT, ICAO: CYYT), in italiano anche chiamato Aeroporto Internazionale di San Giovanni di Terranova, è un aeroporto che serve la città di Saint John's, anche conosciuta in italiano come San Giovanni di Terranova, in Canada nella provincia di Terranova e Labrador.

## Storia

### La base militare di Torbay
Nel settembre 1939 il Parlamento del Canada espresse preoccupazione per la sicurezza di Terranova (che non era ancora una parte del Canada) nel caso di un attacco tedesco in quanto in corso la seconda guerra mondiale. Durante il 1940 si discusse in quanto il Canada riteneva necessaria la costruzione di un aeroporto per la difesa. Alla fine dell'anno il governo canadese accettò di costruire una base aerea nei pressi di Saint John's. All'inizio del 1941, il primo ministro canadese William Lyon Mackenzie King informò il governatore di Terranova Humphrey T. Walwyn che il luogo in cui sarebbe sorta l'infrastruttura sarebbe stato Torbay. Il governo di Terranova acconsentì, stabilendo, però, che il Canada si sarebbe dovuto far carico di tutte le spese e che l'aeroporto non si sarebbe potuto utilizzare per scopi civili senza prima ricevere l'autorizzazione di Terranova. Il governo canadese accettò, e nell'aprile 1941 la McNamara Construction Company iniziò la costruzione della pista. Con un costo complessivo di circa 1,5 milioni di dollari, le piste, le vie di rullaggio, i piazzali di sosta degli aeromobili, i capannoni e le altre strutture necessarie per l'attività aeroportuale entrarono funzione entro la fine dell'anno. La Royal Canadian Air Force (RCAF) aprì ufficialmente l'Aeroporto di Torbay il 15 dicembre 1941. Venne utilizzato congiuntamente dalla Royal Canadian Air Force, dalla Royal Air Force e dalla United States Army Air Corps fino a dicembre 1946.
Il 18 ottobre 1941, tre Boeing B-17 Flying Fortress e un Douglas B-18 Bolo fecero il primo atterraggio ufficiale sull'unica pista funzionante disponibile. Verso la fine del mese, un Consolidated B-24 Liberator della British Overseas Airways Corporation in rotta da Prestwick, in Scozia, a Gander, in Terranova e Labrador, effettuò il primo atterraggio, che fu un atterraggio d'emergenza per via delle condizioni climatiche. Il primo volo commerciale presso l'impianto atterrò il 1º maggio 1942 con l'arrivo a Torbay di un Lockheed L-18 Lodestar della Trans-Canada Air Lines con cinque passeggeri e tre membri dell'equipaggio. Il primo edificio adibito a terminal venne costruito nel 1943. La piccola struttura in legno è stata sostituita da un edificio in mattoni più grande nel 1958.
Anche se l'aeroporto non venne utilizzato ai livelli della stazione navale di Argentia o degli aeroporti di Gander, Stephenville e Goose Bay per i numerosi voli verso l'Inghilterra, era comunque abbastanza affollato. La Royal Air Force aveva il suo squadrone di caccia, sorveglianza e aerei lì basati. Il personale della Royal Canada Air Force basato a Saint John's durante gli anni della seconda guerra mondiale era di circa duemila persone. Attraverso un accordo tra i governi di Stati Uniti, Canada e Terranova, all'inizio del 1947, la United States Air Force assunse l'utilizzo delle strutture aeroportuali e utilizzando una decina di edifici circostanti. La manutenzione dell'aeroporto e delle strutture annesse venne affidata al dipartimento dei trasporti canadese.

### Il dopoguerra
Dal 1º aprile 1946, l'aeroporto venne destinato alle operazioni civili sotto la giurisdizione del governo canadese con conseguente sospensione delle attività militari canadesi sull'aeroporto. La United States Air Force, però mantenne attiva la base sullo scalo e per questo motivo, il 1º aprile 1953, la struttura passò sotto la gestione del Dipartimento della difesa nazionale. Il 15 aprile dello stesso anno l'aeroporto tornò ad essere una base militare della Royal Canada Air Force con lo scopo di affiancare la forza aerea statunitense. Grazie ad un contratto firmato tra le due forze aeree, la United States Air Force acquistò nuovi edifici nei pressi dell'aeroporto.
La torre di controllo originariamente costruita durante la guerra venne distrutta da un vasto incendio che scoppiò nell'aeroporto il 17 marzo 1946 i cui danni ammontarono a 1,5 milioni di dollari. I lavori per la costruzione di una nuova torre partirono nel 1951 e venne inaugurata nel giugno 1952. Questa torre venne sostituita da una nuova torre di controllo nel marzo del 1976, dotata di radionavigazione, radar per l'avvicinamento di precisione e VHF Omnidirectional Range.
Il Dipartimento dei Trasporti canadese, che già controllava il terminal, riprese il controllo dell'intero impianto aeroportuale dal 1º aprile 1964 quando la Royal Canada Air Force abbandonò lo scalo. La base aerea di Torbay, così chiamata fino a quel momento, venne rinominata in Aeroporto Internazionale di Saint John's.
L'aeroporto di Saint John's è ancora comunemente indicato come "Torbay" nel linguaggio aeronautico, infatti nelle comunicazioni radio, controllori del traffico aereo si riferiscono a "Torbay" anche per evitare di confondersi con Saint John, nel New Brunswick, anch'esso sulla costa canadese che si affaccia sull'Oceano Atlantico. Inoltre, la "T" presente nei codici aeroporto IATA "YYT" e ICAO "CYYT" è un chiaro riferimento all'originario nome di Torbay.
Nel 1981 l'edificio del terminal ospitava gli uffici della gestione aeroportuale e del personale. C'erano biglietterie per Eastern Province Airways, Air Canada, Gander Aviation e Labrador Airways oltre che una grande sala d'attesa, una sala partenze protetta, un ristorante self-service, una lounge, alcuni bar e dei servizi di autonoleggio. Nel 1981 venne allestito un piccolo museo dedicato alla storia dell'aviazione in Terranova.

### Rinnovamento ed espansione
L'aeroporto ha subito un rinnovamento da 50 milioni di dollari nel 2002. L'aerostazione venne completamente ristrutturata, ampliata e modernizzata dall'architetto John Hearn per soddisfare gli standard degli altri terminal aeroportuali nordamericani di simili dimensioni. L'aeroporto ha subito successivamente ulteriori lavori di ristrutturazione negli anni seguenti e c'è in progetto la costruzione di un parco industriale di 1,2 km² adiacente all'aeroporto.
L'aeroporto è stato designato come uno dei cinque aeroporti canadesi adatti all'atterraggio di emergenza dello Space Shuttle.
Dall'Aeroporto Internazionale di Saint John's, oltre agli storici voli verso il resto Canada, sono stati programmati voli stagionali per Montego Bay e Orlando. I voli per Fort McMurray, Vancouver, Calgary ed Edmonton di Air Canada prevedono tutti scalo a Toronto, Ottawa o Montréal.
WestJet ha annunciato un collegamento stagionale con Dublino, in Irlanda dal 15 giugno 2014, attivo sino al 5 ottobre successivo.

## Incidenti
- Il 14 agosto 2012 un Ilyushin Il-76TD-90VD della Volga-Dnepr operante un volo cargo, è uscito di pista. La vicenda si concluse positivamente: non vi furono feriti tra i 9 membri dell'equipaggio, gli unici presenti a bordo, ma l'aereo subì danni.[6]